# 豐原交流道
豐原交流道為臺灣國道一號的交流道，里程指標為168k，雖名「豐原」，但實際地理位置位於神岡區。
|  | 168 豐原 |  | 豐原 神岡 |

## 鄰近公路
- 台10線
- 中83線

## 外部連結
- 國道一號豐原交流道示意圖 （页面存档备份，存于）（交通部高速公路局）